# Łączany (Brzeźnica)
Łączany ist eine Ortschaft mit einem Schulzenamt der Gemeinde Brzeźnica im Powiat Wadowicki der Woiwodschaft Kleinpolen in Polen.

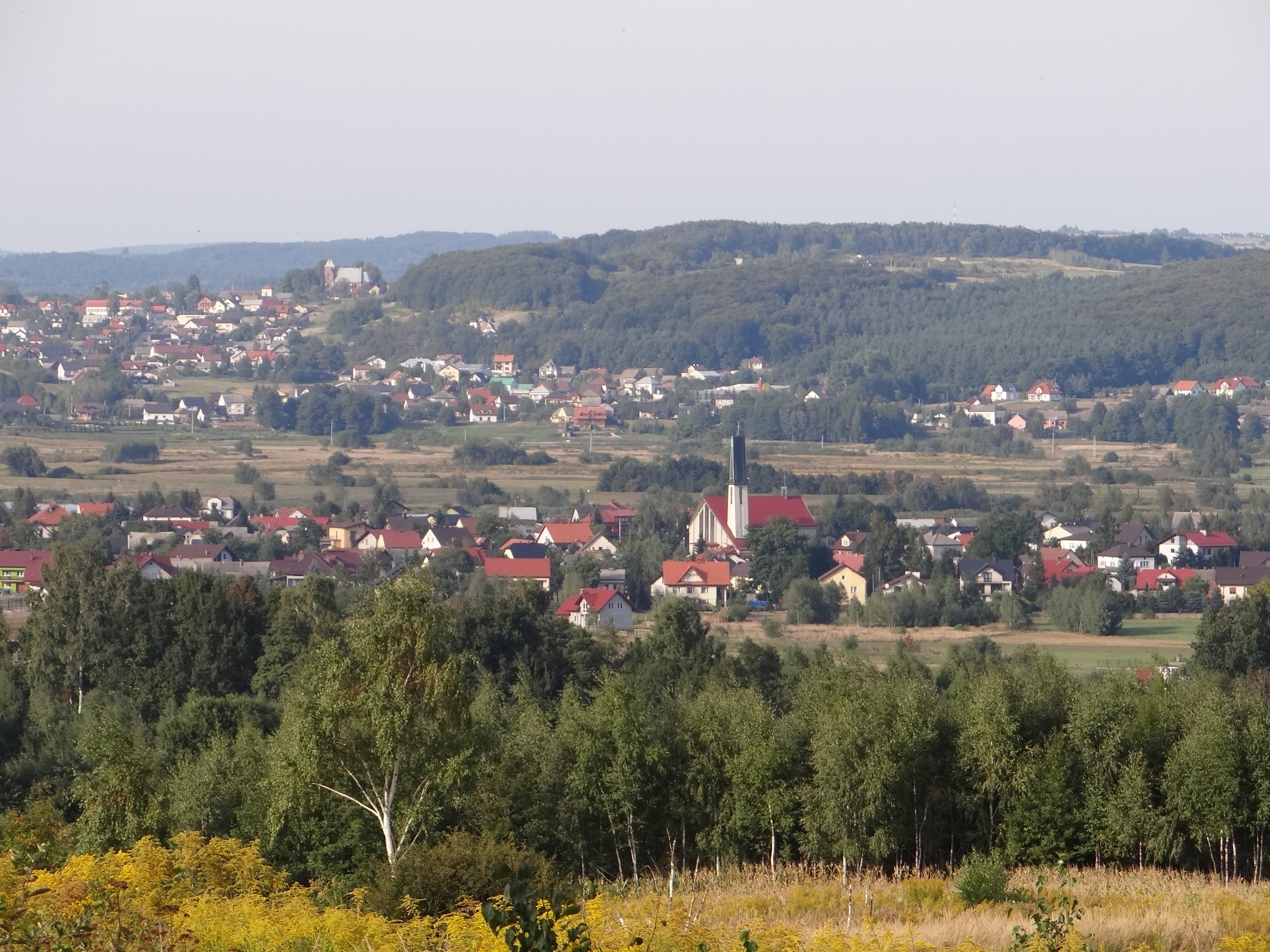
Ortsansicht (im Hintergrund Kamień hinter der Weichsel)

## Geografie
Der Ort liegt am südlichen, rechten Ufer der Weichsel (ein Teil des Dorfs liegt am linken Ufer, jedoch südlich des alten Gewässerbetts) im Skawina-Graben. Die Nachbarorte sind Chrząstowice im Osten, Kossowa im Südosten, Półwieś im Süden (die Grenze verläuft entlang der Bahnlinie), Ryczów im Westen, Bagienna und Kamień im Norden, sowie Rusocice im Nordosten.
In Łączany beginnt der Kanal Łączany-Skawina.

## Geschichte
Der Ort wurde im Jahr 1229 als Luchany erstmals urkundlich in einer Bulle des Papstes Gregor IX. für die Abtei Tyniec (es war im Besitz des Klosters bis zum Jahr 1815) erwähnt. Der Name, ursprünglich etwa *łączanie (*lǫk//*luk + Suffix -anie), bezeichnete die Bewohner des Orts Łąka bzw. Łąki (wörtlich Wiese bzw. Wiesen) oder die Leute, die zwischen Wiesen leben.
Das Gebiet zwischen den Flüssen Skawa im Westen und Skawinka im Osten (mit Ausnahme des Radwanitenkorridors) wurde im Jahr 1274 von Kleinpolen abgetrennt und ans Herzogtum Oppeln angeschlossen. Das Herzogtum Oppeln wurde 1281 nach dem Tod von Wladislaus I. von Oppeln geteilt. Ab 1290 gehörte das Gebiet zum Herzogtum Teschen und seit 1315 zum Herzogtum Auschwitz, ab 1327 unter Lehnsherrschaft des Königreichs Böhmen. Seit 1445 gehörte es zum Herzogtum Zator, dieses wurde im Jahr 1494 an den polnischen König verkauft. 1564 wurden die Herzogtümer Auschwitz und Zator als der Kreis Schlesien der Woiwodschaft Krakau am Königreich Polen angeschlossen, ab 1569 in der Adelsrepublik Polen-Litauen.
Bei der Ersten Teilung Polens wurde Łączany 1772 Teil des neuen Königreichs Galizien und Lodomerien des habsburgischen Kaiserreichs (ab 1804). Ab 1782 gehörte es dem Myslenicer Kreis (1819 mit dem Sitz in Wadowice). Nach der Aufhebung der Patrimonialherrschaften bildete es nach 1850 eine Gemeinde im Gerichtsbezirk Wadowice im Bezirk Wadowice, ab 1891 im Gerichtsbezirk Zator, der 1910 mit Gerichtsbezirk Oświęcim vereinigt wurde, um den Bezirk Oświęcim zu gründen.
1918, nach dem Ende des Ersten Weltkriegs und dem Zusammenbruch der k.u.k. Monarchie, wurde Łączany wieder Bestandteil von Polen. Unterbrochen wurde dies nur durch die Besetzung Polens durch die Wehrmacht im Zweiten Weltkrieg. Es gehörte dann zum Distrikt Krakau im Generalgouvernement.
Ein Kanal durch Łączany wurde schon in den 1880er Jahren geplant. 1901 wurde der Bau des Oder-Weichsel-Dnjester-Kanals beschlossen. Die Bauausführung wurde begonnen, war aber bei Kriegsausbruch wenig fortgeschritten. Erst in den Jahren 1955–1958 wurde die Strecke zwischen Łączany und Skawina beendet und vom gleichzeitig gebauten Wärmekraftwerk benutzt.
Von 1975 bis 1998 gehörte Łączany zur Woiwodschaft Bielsko-Biała.